# Hugh Algernon Weddell
Pour les articles homonymes, voir Weddell.
Hugh (d') Algernon Weddell est un médecin et botaniste. Né le 22 juin 1819 à Painswick, près de Gloucester en Angleterre, il meurt le 22 juillet 1877 à Poitiers après avoir été éduqué et avoir travaillé en France.

## Biographie
Weddell fait ses études à Boulogne-sur-Mer puis au lycée Henri-IV à Paris. Il assiste aux leçons et aux herborisations d'Adrien de Jussieu, qui l'incite à étudier la médecine. Il étudie notamment à l'hôpital Cochin et devient docteur en médecine en 1842.
Il devait contribuer à la Flore analytique et descriptive des environs de Paris de Germain de Saint-Pierre et Ernest Saint-Charles Cosson, mais Jussieu le choisit comme naturaliste de l'expédition menée par Francis de la Porte, comte de Castelnau en Amérique du Sud. Weddell, d'abord aux côtés de Castelnau, puis seul, explore ce continent, durant six ans, et s'intéresse notamment aux quinquinas, à la coca et à l'ipecacuanha. Il rapporte une très belle collection de plantes ainsi que des oiseaux, des mammifères et des minéraux.

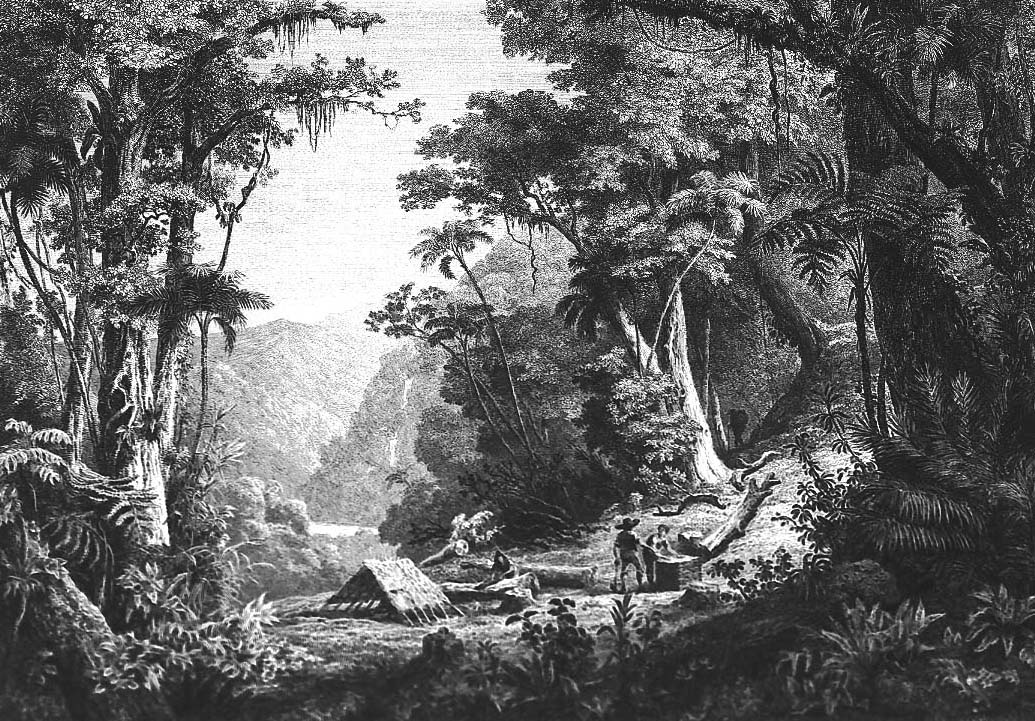
Vallée de San Juan del Oro
Illustration de J. Denis pour lHistoire Naturelle des quinquinas

Il se marie en 1847 avec Manuela Bolognesi. Il retourne à Paris en 1848, laissant sa femme en Amérique du Sud. Il est nommé aide-naturaliste et travaille pour la chaire de botanique à la campagne du Muséum national d'histoire naturelle.
Weddell fait paraître en 1849 une Histoire naturelle des quinquinas, ou monographie du genre Cinchona, suivie en 1850 de ses Additions à la flore de l'Amérique du Sud. Il fait un voyage au Pérou en 1851 (son récit paraît sous le titre de Voyage dans la nord de la Bolivie en 1853), puis à Oran en 1857. Entre-temps la chaire de Jussieu est supprimée et Weddell est rattaché à celle d'Adolphe Brongniart. De 1855 à 1861, il fait paraître les deux volumes de Chloris andina : essai d'une flore de la région alpine des Cordillères de l'Amérique du Sud, constituant la sixième partie du compte rendu de l'expédition de Castelnau, Expédition dans les parties centrales de l'Amérique du Sud (paru de 1850 à 1859).
Weddell quitte ses fonctions en 1857 pour suivre son père, qui s'installe à Bagnères-de-Bigorre, dans les Pyrénées ; il meurt à Poitiers, soignant toujours son père.

## Publications (liste partielle)
- Voyages dans le nord de la Bolivie et dans les parties voisines du Pérou ou, Visite au district aurifère de Tipuani, 1853
- Chloris Andina, coll. « Expédition dans les parties centrales de l'Amérique du Sud, de Rio de Janeiro à Lima, et de Lima au Pará [sic] exécutée par ordre du gouvernement français pendant les années 1843 à 1847 sous la direction de Francis de Castelnau » : t. 1, 1855, 231 p. ; t. 2, 1857, 316 p. — Constitue la sixième partie (Botanique) de la collection[N 3].
- Mémoire sur le Cynomorium coccineum : parasite de l'ordre des Balanophorées, extrait des archives du Muséum, t. X, 1860 — Le Cynomorium coccineum était très recherché au XVIIIe siècle.
- Naturgeschichte der Chinabäume, nebst einer Beschreibung des Genus Cascarilla und einiger anderer, verwandter Pflanzen, 1865
- Übersicht der Cinchonen, 1871

## Source
- Benoît Dayrat, Les botanistes et la flore de France, trois siècles de découvertes, Publications scientifiques du Muséum national d'histoire naturelle, 2003 et 2014, 690 p.  (ISBN 9782856535486)
- Philippe Jaussaud et Édouard R. Brygoo, Du Jardin au Muséum en 516 biographies, Muséum national d'histoire naturelle de Paris, 2004, 630 p.